# Ala Gallorum et Thracum Constantium

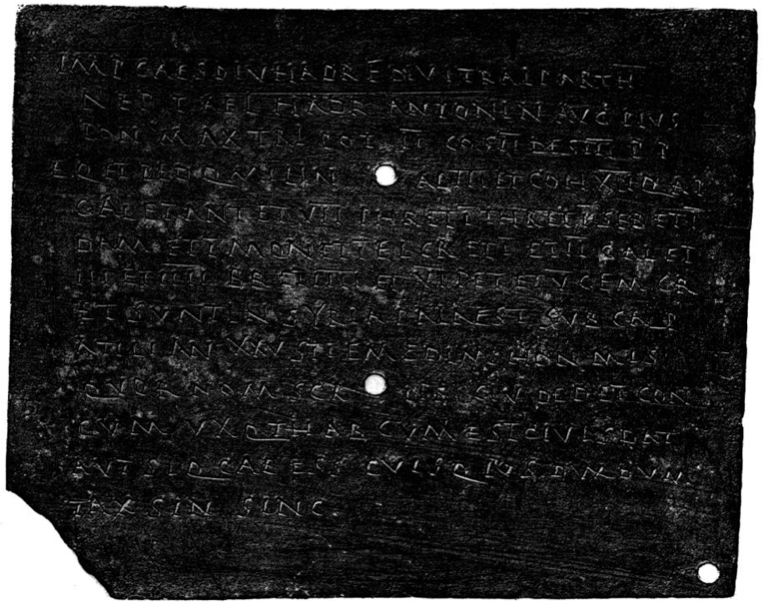
Das Militärdiplom des Jahres 139

Die Ala Gallorum et Thracum Constantium (deutsch Ala der Gallier und Thraker der Standhaften) war eine römische Auxiliareinheit. Sie ist durch Militärdiplome und Inschriften belegt.

## Namensbestandteile
- Ala: Die Ala war eine Reitereinheit der Auxiliartruppen in der römischen Armee.

- Gallorum et Thracum: der Gallier und Thraker. Die Soldaten der Ala wurden bei Aufstellung der Einheit wohl zunächst aus den verschiedenen Stämmen der Gallier rekrutiert. Wahrscheinlich um 26 n. Chr. wurde eine größere Anzahl von Thrakern in die Einheit aufgenommen, nachdem ein Aufstand in Thrakien niedergeschlagen worden war.[1]

- Constantium: der Standhaften bzw. Beharrlichen. Laut John Spaul würde man eher die Form Constantia erwarten, die sich auf die Einheit als Ganzes beziehen würde. Der Zusatz wurde möglicherweise von Vespasian für die Leistungen der Ala während des Jüdischen Krieges verliehen.

Da es keine Hinweise auf den Namenszusatz milliaria (1000 Mann) gibt, war die Einheit eine Ala quingenaria. Die Sollstärke der Ala lag bei 480 Mann, bestehend aus 16 Turmae mit jeweils 30 Reitern.

## Geschichte
Die Ala war in den Provinzen Syria und Syria Palaestina (in dieser Reihenfolge) stationiert. Sie ist auf Militärdiplomen für die Jahre 54 bis 186 n. Chr. aufgeführt.
Der erste Nachweis der Einheit in der Provinz Syria beruht auf einem Diplom, das auf 54 datiert ist. In dem Diplom wird die Ala als Teil der Truppen (siehe Römische Streitkräfte in Syria) aufgeführt, die in der Provinz stationiert waren. Weitere Diplome, die auf 79 bis 91 datiert sind, belegen die Einheit in derselben Provinz.
Die Ala wurde zu einem unbestimmten Zeitpunkt in die Provinz Iudaea (dem späteren Syria Palaestina) verlegt. Sie nahm an der Niederschlagung des Bar-Kochba-Aufstands unter Hadrian teil. Der erste Nachweis der Einheit in Syria Palaestina beruht auf einem Diplom, das auf 139 datiert ist. Weitere Diplome, die auf 142 bis 186 datiert sind, belegen die Ala in derselben Provinz.
Letztmals erwähnt wird die Einheit in der Notitia dignitatum mit der Bezeichnung Ala Constantiana für den Standort Toloha. Sie war Teil der Truppen, die dem Oberkommando des Dux Palaestinae unterstanden.

## Standorte
Standorte der Ala in Syria Palaestina waren möglicherweise:
- Toloha: Die Einheit wird in der Notitia dignitatum für diesen Standort aufgeführt.

## Angehörige der Ala
Folgende Angehörige der Ala sind bekannt:

### Kommandeure
| - [] A[], ein Präfekt (CIL 14, 5351); er war auch Tribun einer Cohors IV Gallorum - Marcus Vercellius Flavus: er wird auf dem Diplom von 79 als Kommandeur genannt. | - Ti(berius) Cl(audius) Subatianus Proculus, ein Präfekt (AE 1911, 107); er war auch Präfekt der Cohors III Alpinorum und Tribun der Cohors VI Civium Romanorum. |

### Sonstige
- Barhadadus,[6] ein Soldat: das Diplom von 79 wurde für ihn ausgestellt.